# Лучано Спалети
Лучано Спалети (рођен 7. марта 1959. године у Черталду) је селектор фудбалске репрезентације Италије и бивши фудбалер.

## Фудбалска каријера
Спалети је рођен у Черталду, насељу у Фиренци и фудбалом се почео бавити у средњим двадесетим годинама. Као релативно стар за фудбалске почетке, играо је у Серији Ц за клубове попут Виртуса, Специје и Емполија. Након деценије у нижелигашком фудбалу, вратио се у Емполи гдје је започео своју тренерску каријеру.

## Тренерска каријера
Менаџерску каријеру започео је у Емполију 1993. године са којим је највеће успјехе остварио прво 1996. када је ушао у Серију Б, да би наредне 1997. освајањем другог мјеста изборио пласман и у елитну Серију А. Након тога је водио Сампдорију, Венецију, Удинезе и Анкону да би по завршетку свог другог боравка у Удинезеу у љето 2005. године остварио сарадњу са Ромом са којом је у наредне четири сезоне освојио двије узастопне титуле купа Италије и један трофеј националног суперкупа. Командовао је клупом Зенита из Санкт Петербурга у периоду од 2009. до 2014. године са којим је освојио два наслова руског првака и по један трофеј у националном купу и суперкупу. По одласку из Зенита био је без посла скоро двије године да би се почетком 2016. вратио у Рому гдје је остао наредних 18 мјесеци након чега је у љето 2017. остварио сарадњу са Интером из Милана који је успио да врати у Лигу шампиона и то након пуних шест година избивања "неро–азура" из тог такмичења. По одласку из Интера у љето 2019. направио је двогодишњу паузу да би у љето 2021. преузео Наполи са којим је успио да у својој другој сезони освоји Серију А, популарни "скудето".
У августу 2023. године именован је за селектора А тима Италије и потом изборио пласман на Европско првенство 2024.

## Награде

### Менаџер

#### Емполи
- Вицепрвак Серије Б и прелазак у Серију А: 1996/97.
- Побједник плеј–офа Серије Ц1: 1995/96.
- Куп Италије Серије Ц: 1995/96.[1]

#### Рома
- Куп Италије: 2006/07, 2007/08.
- Суперкуп Италије: 2007.

#### Зенит Санкт Петербург
- Премијер лига Русије: 2010, 2011/12.
- Куп Русије: 2009/10.
- Суперкуп Русије: 2011.

#### Наполи
- Серија А: 2022/23.

### Индивидуалне
- Тренер године у Италији: 2006, 2007[2], 2023.[3]

- Кућа славних италијанског фудбала: 2023.[4]